# Preludio a la siesta de un fauno

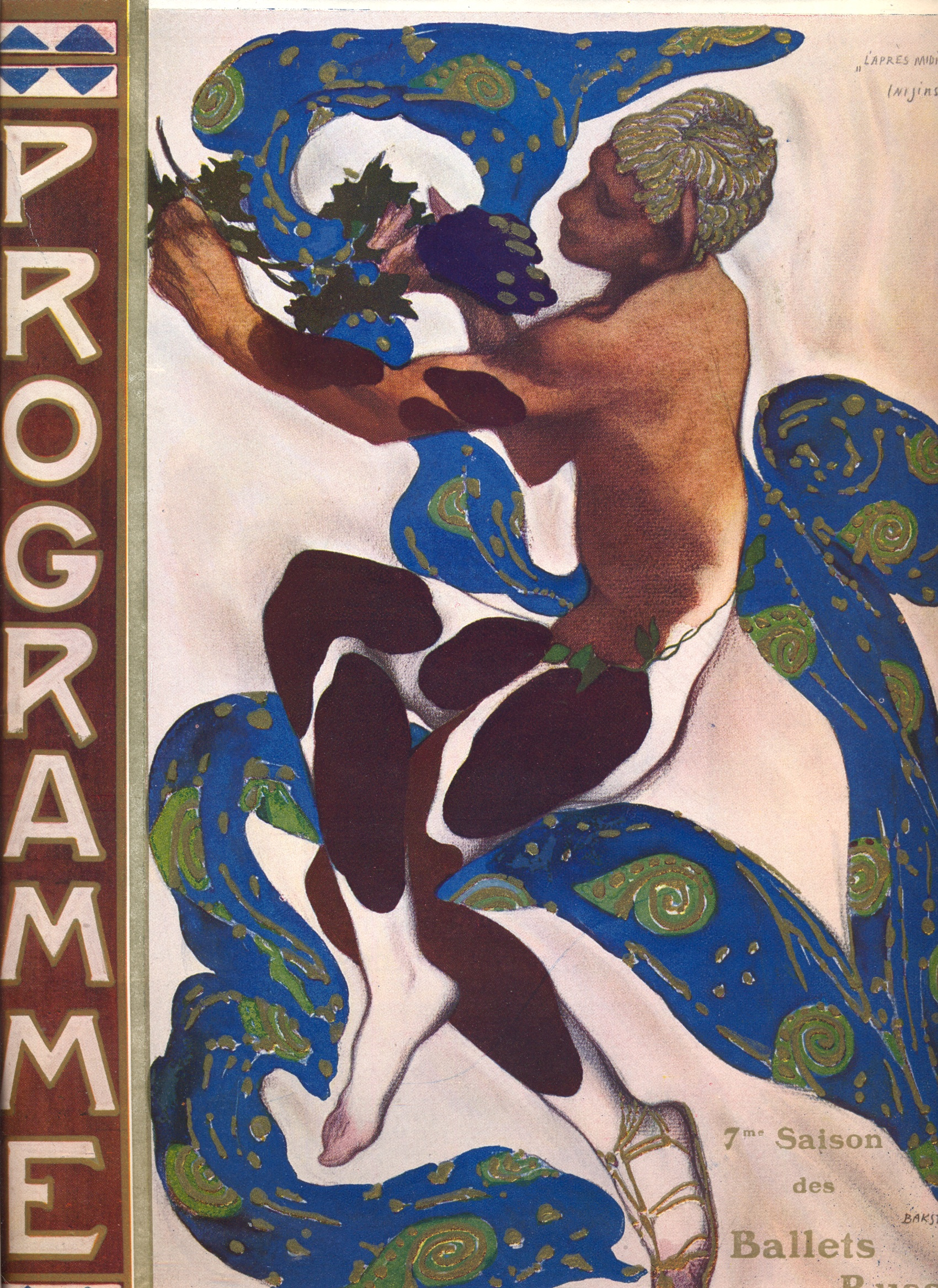
Nijinski en L'après-midi d'un faune. Acuarela de Léon Bakst para el programa de la temporada de los Ballets Rusos (1912).

Prélude à l'après-midi d’un faune (pronunciado en francés pʁelyd a lapʁɛmidi dœ̃ fon), conocido comúnmente bajo su título en español Preludio a la siesta de un fauno, es un poema sinfónico para orquesta compuesto por Claude Debussy, de aproximadamente diez minutos de duración. Su estreno tuvo lugar en París el 22 de diciembre de 1894, con dirección de Gustave Doret.

## Antecedentes
La composición fue inspirada por el poema L'après-midi d'un faune de Stéphane Mallarmé. Posteriormente, Vaslav Nijinsky creó para los Ballets Rusos de Serguéi Diáguilev un ballet titulado La siesta de un fauno basado en esta famosa pieza de Debussy, considerada un hito en la música moderna. Según Pierre Boulez, marca el inicio de la música moderna. La melodía cromática en el solo de flauta de la obertura es uno de los pasajes más célebres compuestos para música orquestal.

## Estructura
No pudiendo asignar a la obra una forma tradicional, salvo por alguna analogía arbitraria, es posible al menos definir las líneas esenciales de su estructura: se divide en seis partes de longitud desigual. En la primera parte, el célebre tema es expuesto cuatro veces por la flauta, primero sin acompañamiento, luego con una armonización provisional, una armonización de espera. Hasta la tercera exposición no conquista su armonía verdadera, implícita, ideal. La cuarta modifica ligeramente el ritmo. La segunda parte, aunque recoge el tema inicial, también presenta un segundo motivo, expresado por el oboe. La tercera parte se funde sobre un elemento melódico nuevo, de un prodigioso pero misterioso lirismo. La cuarta parte vuelve al primer tema, variando la figuración rítmica, por lo que no reaparecerá en su aspecto primitivo hasta la quinta parte, que podríamos calificar «reexposición». La coda constituye la sexta y última parte, concluyendo la obra sobre una suerte de sintetización del tema principal, es decir, de reducción de este a sus notas tonalmente esenciales, como si no fuese más que la sombra de sí mismo, ilustrando así el verso que cierra el poema de Mallarmé.